# Birdie (Band)
Birdie waren ein britisches Indie-Pop-Duo, bestehend aus Paul Kelly und Deborah Wykes.

## Bandgeschichte
Kelly und Wykes hatten sich 1994 während ihrer Zusammenarbeit mit der Band  Saint Etienne in London kennengelernt. Sie entschlossen sich im Jahre 1998 gemeinsam Musik zu machen.
Das erste Album von Birdie, Some Dusty, war zunächst nur eine Sammlung von Demos. Jedoch waren Mitarbeiter von IT Records beeindruckt genug, um das Duo unter Vertrag zu nehmen und das Album englandweit zu veröffentlichen. Später wurde das Album von Kindercore Records in den  USA veröffentlicht.
Bei der Arbeit an ihrem zweiten Album Triple Echo wurde das Duo vom Schlagzeuger Jon Chandler unterstützt.

## Rezeption
- Chris Jones  schreibt: „[…] the result is a fantastic pop sound. Something like the best parts of Broadcast and Ivy merged together perfectly. Smooth, retro electronics and pure, Euro poppyness.“ (frei übersetzt: „[…] das Ergebnis ist ein fantastischer Pop-Sound. Sowas wie das Beste von  Broadcast und  Ivy perfekt zusammengemischt. Weiche retro-elektro Klänge und purer Euro-Pop.“)[2]

## Diskografie

### Alben
- 1999: Some Dusty (iT Records)
- 2001: Triple Echo (iT Records)
- 2002: Reverb Deluxe (Apricot Records)

### Singles
- 1997: Spiral Staircase / Port Sunlight (Summershine)
- 1999: Folk Singer (iT Records)
- 1999: Let Her Go (iT Records)
- 2000: Such A Sound (iT Records)
- 2001: Sidewalk (iT Records)